# 2016年国际足联特别代表大会
2016年国际足联特别代表大会（英語：2016 FIFA Extraordinary Congress）于2016年2月26日在瑞士苏黎世的哈伦体育馆举行。本次国际足联特别代表大会因2015年国际足协收贿案而举行，会议包括通过了一项主要的法定改革提案，以及选举詹尼·因凡蒂诺取代塞普·布拉特成为国际足联主席。

## 背景
在国际足联的一次重大腐败丑闻后，现任主席塞普·布拉特在2015年5月29日第65届国际足联大会上击败约旦人阿里·本·侯赛因王子再次当选国际足联主席。6月2日，布拉特宣布辞职，但会继续任职至国际足联特别大会召开并选举新出新主席。国际足联执行委员会定于2016年2月26日召开一次特别代表大会，此外，执委会还宣布了候选人申请的截止日期和其他必要程序。
2015年9月26日，瑞士检方宣布对布拉特展开刑事调查，认为其涉嫌侵吞公共财产、管理不当。10月8日，国际足联宣布暂停主席布拉特、欧足联主席普拉蒂尼及国际足联秘书长瓦尔克3人的职务，期限为90天。

## 改革方案
在本届会议的第一部分中，207个成员国以179票赞成22票反对的超3/4多数投票压倒性通过了“一揽子”改革方案。改革方案主要包括以下几个方面：
- 对于国际足联主席、国际足联理事会委员以及审计和合规委员会成员及司法机构的成员任期受到限制（英语：Term limit），最多为12年。
- 通过每个足联至少有一名女性进入理事会的方式给女性在足球领域给予更多的承认和促进。
- 国际足联主席、国际足联理事会的所有成员、秘书长、独立地位委员会的和司法委员会的成员必须按照年度形式披露个人薪酬等。[10]

改革方案还规定由一个36人组成的理事会取代现在的执委会的职能，36名理事由各个地区足联选举产生，其中亚洲足联和非洲足联各有7个名额，欧洲足联有9个，中北美及加勒比海地区足联和南美足联各5个名额，大洋洲足联3个。

## 主席竞选

### 候选人
在至少五个国家联合会的支持下，候选人正式提名的截止日期确定为欧洲中部时间2015年10月26日23:59（格林尼治标准时间22:59）。
塞普·布拉特也是潜在候选人，尽管他曾说过“我不会成为2016年大选的候选人”。布拉特此前曾表示，他在选举日期宣布之前“不会辞职”。
2015年10月28日，国际足联宣布了取代塞普·布拉特担任国际足联主席的七位候选人的姓名。

#### 合格候选人名单
2015年11月9日，特设选举委员会接纳并宣布了具有资格当选国际足联主席的五名候选人。
- 阿里·本·侯赛因王子 国际足联副主席；在上次选举中获得第二名；2015年9月9日重新宣布参选。[17]
- 谢赫·萨尔曼·本·易卜拉欣·阿勒哈利法 亚足联主席，2015年10月15日宣布参选。[18]
- 杰罗姆·尚帕涅（英语：Jérôme Champagne） 前国际足联高管（1999年-2010年）；2015年10月23日宣布参选。[19]
- 托基奥·塞克斯瓦莱（英语：Tokyo Sexwale） 南非商人；2015年10月25日宣布参选；[20]在发表演讲后退出了竞选。
- / 詹尼·因凡蒂诺 欧足联秘书长；2015年10月26日宣布参选。[21]

#### 排除候选人名单
- 米歇尔·普拉蒂尼 欧足联主席；2015年7月29日宣布参选；[22]2015年10月8日被国际足联暂停职务；[23]2015年12月21日由于腐败和收受贿赂被取消竞选资格。[24]
- 穆萨·比利特（英语：Musa Bility） 利比里亚足协主席；2015年10月26日宣布竞选；[25]在未通过内部检查后被取消竞选资格。[26]
- 大卫·纳希德（英语：David Nakhid） 前特立尼达和多巴哥队队长；2015年10月16日宣布参选；[27]因未能获得所需的五份支持声明，于2015年10月28日被取消竞选资格。[15]

#### 曾有兴趣参选者
- 塞普·布拉特[14]现任主席；2015年10月8日被国际足联以违反道德行为进行调查并停职。[23]
- 郑梦准 韩国商人，政治家；2015年10月8日被禁止参加足球活动六年。[23]
- 杰罗姆·瓦尔克（英语：Jérôme Valcke）[28]2015年10月8日被国际足联以违反道德行为进行调查并停职。[23]
- 艾哈迈德·法哈德·艾哈迈德·萨巴赫（英语：Ahmed Al-Fahad Al-Ahmed Al-Sabah） 科威特政治家兼亚奥理事会主席。[29]
- 大卫·吉尔（英语：David_Gill_(football_executive)） 英国足球高管（曼联及英足总）。[30]
- 迈克尔·范·普拉格（英语：Michael van Praag） 荷兰足球工商管理。[31]
- 路易斯·菲戈 葡萄牙退役足球运动员。[32]
- 济科 巴西教练及前足球运动员。[33]
- 迭戈·马拉多纳 前阿根廷国家队队长。[34]
- 大卫·吉诺拉 前法国国际球员。[35]
- 塞贡·奥德巴米（英语：Segun Odegbami） 尼日利亚退役足球运动员。[36]
- 基尔桑·伊柳姆日诺夫 国际棋联（FIDE）主席。[37]

### 结果
在第一轮投票中，瑞士人詹尼·因凡蒂诺支持率高于谢赫·萨尔曼·本·易卜拉欣·阿勒哈利法，但不足2/3多数未提前获胜，国际足联主席选举进入42年来的首次第二轮投票。在第二轮投票中，只需要50％（104票）的多数票就足以获胜。
| 2016年国际足联特别代表大会 2016年2月26日 – 瑞士苏黎世 |        |        |
| 候选人                                                | 第一轮 | 第二轮 |
| / 詹尼·因凡蒂诺                                       | 88     | 115    |
| 谢赫·萨尔曼·本·易卜拉欣·阿勒哈利法                    | 85     | 88     |
| 阿里·本·侯赛因王子                                    | 27     | 4      |
| 杰罗姆·尚帕涅                                         | 7      | 0      |
| 托基奥·塞克斯瓦莱                                     | 退出   | 退出   |

### 反应
因凡蒂诺意外击败萨尔曼令人感到意外，因为后者是主席竞选的热门人选。这也让一些观察者们感到惊讶；据推测，一个反对萨尔曼的团队在第二轮投票中选择了支持因凡蒂诺。美国足球协会主席苏尼尔·古拉蒂以及中北美洲及加勒比海足球协会联盟在因凡蒂诺成功竞选中发挥了重要作用，据报道，在两轮投票中间他们进行了一系列对话，使得他们把原本投给阿里王子的支持票转投给了因凡蒂诺。
投票进入第二轮是自1974年以来的首次。
选举前一天，塞普·布拉特接受媒体采访时说，他“非常快乐”地离开了岗位。布拉特后来向因凡蒂诺表示祝贺，但同时警告他必须保持警惕，因为一旦成为了主席，“朋友就变少了”。